# Jadwiga Reutt
Jadwiga Reutt (ur. 27 stycznia?/8 lutego 1881 w Witebsku, zm. 19 lutego 1972) – polska pedagożka; wychowanka, nauczycielka, a następnie w latach 1910–1944 kierowniczka Zakładu Naukowego hr. C. Plater-Zyberkówny w Warszawie.

## Życiorys
Przyszła na świat jako jedno z czworga dzieci bankowca Leonarda Reutta z linii lwowskiej i Marii z Reuttów z linii inflanckiej. Po śmierci ojca w 1884 wraz z matką i rodzeństwem przeprowadziła się do majątku dziadków w Marianowie. Rodzinny dom niebawem spłonął.
Egzamin do pierwszej klasy gimnazjalnej w Witebsku zdała słabo, ale pod warunkiem nadrobienia zaległości z arytmetyki została przyjęta do szkoły. Szybko stała się prymuską, osiągała pierwsze lub drugie wyniki w szkole. Egzamin końcowy zdała z nagrodą.
Należała do świeckiego bezhabitowego zgromadzenia sióstr Posłanniczek Najświętszego Serca Jezusowego. Nie wiadomo, kiedy do niego wstąpiła.
Od 9 września 1898 uczyła się w Zakładzie Naukowym hr. C. Plater-Zyberkówny przy ul. Pięknej 24 w Warszawie, w dwuletnim seminarium dla nauczycielek. Od Cecylii Plater-Zyberkówny otrzymała obietnicę zatrudnienia. W latach 1899–1906 pracowała jako wychowawczyni i nauczycielka arytmetyki oraz geografii.
W 1906 została przeniesiona na zastępstwo do szkoły prowadzonej przez siostry Posłanniczki Najświętszego Serca Jezusowego w Chyliczkach. Prowadziła lekcje z chemii życia codziennego, historii i pedagogiki. Wykładała literaturę Polski. Była opiekunką praktykantek. W 1909 została zastępczynią dyrektorki szkoły przy ul. Pięknej 24, Anieli Głowackiej.
W 1910, po skończeniu kursów pedagogicznych, została przełożoną siedmioklasowego Zakładu Naukowego hr. C. Plater-Zyberkówny w Warszawie, stając się najmłodszą (miała 29 lat) wśród przełożonych i dyrektorów warszawskich szkół. Kontynuowała kierunek nadany szkole przez założycielkę. Umiejętnie dobrała grono pedagogiczne. W rezultacie szkoła w okresie międzywojennym była wzorową placówką naukową i wychowawczą. Stała się autorytetem dla uczennic, rodziców i nauczycieli. Była pierwszą kierowniczką szkoły w Warszawie, która chciała współpracować z rodzicami uczennic. Dlatego podejmowała wspólne inicjatywy: przygotowanie do pierwszej komunii z katechizacją matek, spotkania poświęcone rozważaniom Nowego Testamentu, a po 1918 regularne zebrania rodziców z nauczycielami. Ważne dla niej było hasło Bóg, honor, ojczyzna. Od 1925 organizowała pielgrzymki dla uczennic do Watykanu, połączone z wycieczkami do Rzymu.
W latach 1919–1923 studiowała na wydziale filozoficznym Uniwersytetu Warszawskiego. Równolegle uczęszczała na studia w Państwowym Wyższym Instytucie Pedagogicznym.
Dzięki jej inicjatywie w czasie okupacji niemieckiej szkoła włączyła się w tajne nauczanie. Prowadzono je budynku szkoły, a następnie w mieszkaniach prywatnych. Pod pretekstem prowadzenia kursów zawodowych prowadzono naukę na poziomie gimnazjum i liceum. Przeprowadzano też tajne egzaminy maturalne. Jadwiga Reutt zdecydowała się przyjmować do szkoły chłopców – braci i kuzynów uczennic. Sporządzane przez przełożoną spisy ponad 200 maturzystek pozwoliły im po II wojnie światowej na podjęcie studiów wyższych. W czasie powstania warszawskiego wraz z personelem i uczennicami szkoły zorganizowała szpital dla setki rannych osób. Udostępniła piwnice szkolne dla powstańców, którzy budowali tam bomby i pociski. Przyjmowała osoby ze zbombardowanych domów, organizowała prowiant.
Po upadku powstania ewakuowała się do Ursusa, następnie trafiła do Kozłowa, a potem do Kielc. Wiosną 1945, dzięki pomocy kurii diecezjalnej w Kielcach i kontakcie z bp. Czesławem Kaczmarkiem, zatrudniła się jako kierowniczka internatu w męskim biskupim gimnazjum św. Stanisława Kostki w Kielcach. W 1950 szkoła została zamknięta. Jadgwiga Reutt zaczęła dawać prywatne lekcje w Kielcach w zamian za utrzymanie lub stancję. Bezskutecznie próbowała odzyskać szkołę w Warszawie. Utrzymywała kontakt z dawnymi uczennicami, m.in. prowadziła korespondencję. W 1947 i 1948 zorganizowała w Katowicach, wraz z miejscowym Kołem Platerek, zjazdy absolwentek szkoły. W 1957 zjazd odbył się w Warszawie w gmachu SARP. Świętowano wówczas 50-lecie pracy Jadwigi Reutt.
W Kielcach została do 1 lipca 1958, kiedy przeszła na emeryturę. Ostatnie lata życia spędziła w willi „Zacisze” w Skolimowie. Dostała ją z okazji 25-lecia pracy pedagogicznej jako podziękowanie rodziców za wychowanie córek w szkole hr. Plater-Zyberkówny. Siostry ze zgromadzenia sióstr Posłanniczek Najświętszego Serca Jezusowego zapewniły jej opiekę.
Została pochowana na cmentarzu Powązkowskim (kwatera H-2-13).

## Ordery i odznaczenia
- Krzyż Oficerski Orderu Odrodzenia Polski (7 listopada 1925)[8]
- Medal 3 Maja[1]
- Krzyż Pro Ecclesia et Pontifice (Stolica Apostolska, 1923)
- Medal Bene merenti (Stolica Apostolska)

## Upamiętnienie
W budynku szkoły przy ul. Pięknej 24 w Warszawie znajduje się sala balowa jej imienia.
W serialu Stulecie winnych w jej rolę wcieliła się Grażyna Laszczyk-Frycz.